# Stanisław Kasprzyk (muzyk)
Stanisław Kasprzyk (ur. 1 stycznia 1952 w Kostomłotach) – polski perkusista rockowy i popowy.

## Życiorys
Przez rok uczęszczał do Państwowej Szkoły Muzycznej I st. we Wrocławiu, gdzie uczył się gry na skrzypcach. Jest perkusyjnym samoukiem. Debiutował w młodzieżowej grupie Emil i Dentyści (1968–1970) we wrocławskim klubie „Dwudzistolatka”. Zespół ten współtworzył razem z Faustynem Lesiorzem (śpiew, gitara), Aleksandrem Mrożkiem (gitara solowa), Andrzejem Pluszczem (pianino, śpiew) i Lechem Niedźwiedzińskim (gitara basowa, śpiew). W kolejnych latach grał w następujących formacjach: Romuald & Roman (1971, 1973–1975; 1971 – występ w filmie Trąd), Hokus (1974), koncert w kieleckiej Filharmonii Świętokrzyskiej w składzie tria, które wraz z nim współtworzyli: Włodek Pawlik i Mieczysław Jurecki (1976), Niemen Aerolit (N.AE.) (1975–1977), Breakout (1977), Ergo Band (1977 – trasa koncertowa po ZSRR), a także w szczecińskim zespole jazzowym Breakwater (1979), który oprócz koncertowania i nagrywania pod własnym szyldem, w tym okresie akompaniował też zarobkowo Jerzemu Połomskiemu. Po ślubie z wokalistką Beatą Andrzejewską perkusista przeszedł do zespołu Maryli Rodowicz (1979), gdzie jego żona śpiewała w chórku. Następnie obydwoje znaleźli się w zespole Ireny Jarockiej (1979–1980). W 1982 roku Kasprzykowie wyemigrowali do Stanów Zjednoczonych, gdzie obecnie mieszkają.

## Dyskografia

### Albumy[7][8]
Z zespołem Romuald & Roman:
- 2007: Z Archiwum Polskiego Radia, Vol. 5 – Romuald i Roman (CD Polskie Radio) – zbiór nagrań radiowych zespołu z lat 1968–1976
- 2019: The Polish Psychedelic Trip vol. II 1969-1976 (LP Kameleon Records) – zbiór nagrań radiowych zespołu z lat 1969–1976

Z zespołem Niemen Aerolit:
- 1976: Leningrad, 10.12.1976 (CD – nieautoryzowany bootleg)[9][10]
- 1978: Sen srebrny Salomei (SP Polskie Nagrania „Muza”)
- 1978: Idée fixe (LP Polskie Nagrania „Muza”)
- 2008: Spiżowy krzyk (CD Polskie Nagrania „Muza”) – kompilacja
- 2009: Kattorna JJ72 / Pamflet na ludzkość JJ75 (CD Polskie Radio)

Z zespołem Breakwater:
- 2022: Breakwater (CD GAD Records) – zbiór nagrań radiowych zespołu z lat 1979–1980[11]